# Hyagnis subtuberculipennis
Hyagnis subtuberculipennis är en skalbaggsart som beskrevs av Stefan von Breuning 1967. Hyagnis subtuberculipennis ingår i släktet Hyagnis och familjen långhorningar. Inga underarter finns listade i Catalogue of Life.